# Comuna Novosilkî-Oparski, Mîkolaiiv
Novosilkî-Oparski (în ucraineană Новосілки-Опарські) este o comună în raionul Mîkolaiiv, regiunea Liov, Ucraina, formată din satele Lîstveanîi, Mala Horojanna, Novosilkî-Oparski (reședința) și Saikiv.

## Demografie
Componența lingvistică a comunei Novosilkî-Oparski
     Ucraineană (99,94%)
     Alte limbi (0,06%)
Conform recensământului din 2001, majoritatea populației comunei Novosilkî-Oparski era vorbitoare de ucraineană (99,94%), existând în minoritate și vorbitori de alte limbi.